# Dirk Liesemer
Dirk Liesemer (* 1977 in Steinheim als Dirk Friedrich Schneider) ist ein deutscher Journalist und Autor.

## Leben
Dirk Liesemer wuchs im lippischen Feldrom auf, seine Gymnasialzeit verbrachte er in Detmold am Christian-Dietrich-Grabbe-Gymnasium.
Nach Abschluss des Studiums der Philosophie und Politologie an der WWU Münster mit Zwischenstation in Rennes besuchte er die Henri-Nannen-Schule in Hamburg. Er arbeitete als Redakteur in Berlin beim Freitag und in München für natur.
Dirk Liesemer ist heute freiberuflich als Journalist für verschiedene überregionale Zeitungen und Magazine tätig. In seinen Reportagen, Geschichten und Interviews geht es nach eigener Aussage um gesellschaftliche und historische Umbrüche, um ungewöhnliche Lebensläufe und Entwicklungen in Natur und Wissenschaft. Er war Mitglied des Berufsverbands freier Journalistinnen und Journalisten „Freischreiber e. V.“ und war vier Jahre im Vorstand von journalists.network tätig.
Dirk Liesemer ist verheiratet und lebt derzeit in München.

## Auszeichnungen
- 2007 Matheon-Medienpreis des Forschungszentrums Matheon der TU Berlin und Spektrum der Wissenschaft
- 2017 ITB BuchAwards 2017 – Kategorie: Das besondere Reisebuch: »Lexikon der Phantominseln«[2]

## Werke
- Lexikon der Phantominseln. mareverlag, Hamburg 2016, ISBN 978-3-86648-236-4.
- Aufstand der Matrosen: Tagebuch einer Revolution. Mit einem Vorwort von Norbert Lammert. Mare Verlag, Hamburg 2018, ISBN 978-3-86648-289-0.
- Streifzüge durch die Nacht: Wie ich unsere Heimat neu entdeckte. Piper, München 2020, ISBN 978-3-49299-638-9.
- Zusammen mit Andrea Liesemer: Tage in Sorrent. Mare Verlag, Hamburg 2021, ISBN 978-3-86648-601-0.
- Café Größenwahn. 1890-1915: Als in den Kaffeehäusern die Welt neu erfunden wurde. Hoffmann und Campe, Hamburg 2023, ISBN 978-3-455-01656-7.